# Membres del Saló de la Fama de la FIBA
Això és una llista de membres del Saló de la Fama de la FIBA.
Llista actualitzada a desembre de 2023.

## Jugadors

### Membres
- Rússia: Serguei Belov, Vladimir Tkachenko, Alexander Belov
- Espanya: Juan Antonio San Epifanio, Emiliano Rodríguez, Fernando Martín
- Sèrbia: Radivoj Korać, Dražen Dalipagić, Vlade Divac
- Croàcia: Toni Kukoc, Krešimir Ćosić, Dražen Petrović
- Bòsnia: Mirza Delibašić
- Eslovènia: Ivo Daneu
- Itàlia: Pierluigi Marzorati
- Grècia: Nikos Galis, Panagiotis Fassoulas, Panagiotis Giannakis
- Brasil: Amaury Pasos, Òscar Schmidt, Wlamir Marques
- Argentina: Oscar Furlong, Fabricio Oberto
- Puerto Rico: Teófilo Cruz, José Ortiz
- Estats Units: Bill Russell, David Robinson, Michael Jordan, Shaquille O'Neal, Hakeem Olajuwon
- Lituània: Arvydas Sabonis, Šarūnas Marčiulionis
- Alemanya: Detlef Schrempf
- França: Antoine Rigaudeau
- Angola: Ângelo Victoriano
- Unió Soviètica i Geòrgia: Zurab Sakandelidze
- Filipines: Caloy Loyzaga
- Xina: Yao Ming

## Jugadores

### Membres
- Itàlia: Liliana Ronchetti
- Bulgària: Vanya Voynova
- Letònia: Uļjana Semjonova
- Estats Units: Ann Meyers, Katrina McClain
- Brasil: Hortência Marcari
- Espanya: Amaya Valdemoro
- Japó: Yuko Oga
- Austràlia: Penny Taylor

## Entrenadors

### Membres
- Rússia: Aleksandr Gómelsky, Vladimir Kondraixin, Lídia Alekséieva
- Sèrbia: Aleksandar Nikolić, Ranko Žeravica
- Estats Units: Dean Smith, Henry Iba, Kay Yow, Pat Summitt, Tara VanDerveer
- Espanya: Antonio Díaz-Miguel
- Itàlia: Giancarlo Primo, Sandro Gamba
- Brasil: Togo Renan Soares "Kanela"
- Austràlia: Jan Stirling
- Eslovàquia: Natália Hejková
- Espanya: Maria Planas Monge
- França: Valérie Garnier

## Àrbitres

### Membres
- Sèrbia: Obrad Belošević
- Itàlia: Pietro Reverberi
- Rússia: Vladimir Kostin
- Hongria: Ervin Kassai
- Brasil: Renato Righetto
- Uruguai: Mario Hopenhaym
- Canadà: Allen Rae

## Contribuïdors

### Membres
- Les 8 federacions fundadores de la FIBA (Argentina, Txecoslovàquia, Grècia, Itàlia, Letònia, Portugal, Romania i Suïssa)
- Espanya: Anselmo López, Raimundo Saporta
- Sèrbia: Nebojša Popović, Radomir Shaper, Borislav Stanković
- Estats Units: Willard N. Greim, Edward S. Steitz
- Brasil: Antonio dos Reis Carneiro, José Claudio Dos Reis
- Egipte: Abdel Azim Ashry, Abdel Moneim Wahby
- Rússia: Nikolai Semashko
- França: Robert Busnel
- Itàlia: Decio Scuri
- Regne Unit: Renato William Jones
- Turquia: Turgut Atakol
- Polònia: Marian Kozlowski
- Hongria: Ferenc Hepp
- Àustria: August Pitzl
- Suïssa: Léon Bouffard
- Canadà: James Naismith
- Perú: Eduardo Airaldi Rivarola
- Filipines: Dionisio "Chito" Calvo
- Japó: Yoshimi Ueda
- Corea del Sud: Yoon Duk-Joo